# 352 př. n. l.

## Hlavy států
- Perská říše – Artaxerxés III.  (359 – 338 př. n. l.)
- Egypt – Nachthareheb  (360 – 342 př. n. l.)
- Bosporská říše – Leukon  (389 – 349 př. n. l.)
- Kappadokie – Ariamnes  (362 – 350 př. n. l.)
- Bithýnie – Bas  (376 – 326 př. n. l.)
- Sparta – Kleomenés II.  (370 – 309 př. n. l.) a Archidámos III.  (360 – 338 př. n. l.)
- Athény – Thudemus  (353 – 352 př. n. l.) » Aristodemus  (352 – 351 př. n. l.)
- Makedonie – Filip II.  (359 – 336 př. n. l.)
- Epirus – Arybbas  (373 – 343 př. n. l.)
- Odryská Thrácie – Cersobleptes  (359 – 341 př. n. l.), Amatokos II.  (359 – 351 př. n. l.), Berisades  (359 – 352 př. n. l.) a Cetriporis  (356 – 351 př. n. l.)
- Římská republika – konzulové P. Valerius Poplicola a Gaius Marcius Rutilus (352 př. n. l.)
- Syrakusy – Calippus  (354 – 352 př. n. l.) » Hipparinus  (352 – 351 př. n. l.) a Aretaeus  (352 – 350 př. n. l.)
- Kartágo – Mago III.  (375 – 344 př. n. l.)